# Freycenet-la-Cuche
Freycenet-la-Cuche is een gemeente in het Franse departement Haute-Loire (regio Auvergne-Rhône-Alpes) en telt 145 inwoners (1999). De plaats maakt deel uit van het arrondissement Le Puy-en-Velay.

## Geografie
De oppervlakte van Freycenet-la-Cuche bedraagt 16,0 km², de bevolkingsdichtheid is 9,1 inwoners per km².
De onderstaande kaart toont de ligging van Freycenet-la-Cuche met de belangrijkste infrastructuur en aangrenzende gemeenten.

## Demografie
Onderstaande figuur toont het verloop van het inwonertal (bron: INSEE-tellingen).